# De Wandre
De Wandre was een Belgisch automerk dat tussen 1923 en 1925 werd gemaakt te Brussel.
Het ging hierbij onder meer om een op Ford model T gebaseerde spyder. Kennelijk was het niet zo'n succes, daar er maar weinig van deze auto's gemaakt zijn. Waarschijnlijk kwam dit omdat de kostprijs van een Ford T zelf ook verwerkt moest worden. Er waren naast de spyder nog twee afzonderlijke koetswerktypes verkrijgbaar: de stadslandaulet en de conduite intérieure (gesloten carrosserie).